# Dinattus
Dinattus is een geslacht van spinnen uit de familie springspinnen (Salticidae).

## Soorten
De volgende soorten zijn bij het geslacht ingedeeld:
- Dinattus erebus Bryant, 1943
- Dinattus heros Bryant, 1943
- Dinattus minor Bryant, 1943